# در سایه‌ها (ترانه)
«در سایه‌ها»(به انگلیسی: In the Shadows) ترانه‌ای است از گروه راک فنلاندی راسموس که در ۳ فوریه ۲۰۰۳ منتشر شد. این ترانه در زمان انتشارش به‌خصوص در کشورهای اروپایی با موفقیت روبه‌رو شد.

## موقعیت در جدول‌های فروش
| چارت (۲۰۰۴) | بهترین رتبه |
| ----------- | ----------- |
| استرالیا    | ۲۳          |
| اتریش       | ۲           |
| بلژیک       | ۶           |
| دانمارک     | ۶           |
| هلند        | ۶           |
| فنلاند      | ۱           |
| فرانسه      | ۶           |
| آلمان       | ۱           |
| ایرلند      | ۷           |
| ایتالیا     | ۲           |
| نیوزلند     | ۱           |
| سوئد        | ۲           |
| سوییس       | ۲           |
| بریتانیا    | ۳           |

| چارت پایان سال (۲۰۰۳) | موقعیت |
| --------------------- | ------ |
| اتریش                 | ۹      |
| بلژیک                 | ۹۹     |
| هلند                  | ۱۶     |
| سوییس                 | ۱۰     |
| چارت پایان سال(۲۰۰۴)  | موقعیت |
| بلژیک                 | ۷۵     |
| فرانسه                | ۲۸     |
| سوییس                 | ۷۱     |